# Ketang, Guangdong
Ketang (kinesiska: 可塘)  är en köping i sydöstra Kina. Den ligger i Haifeng härad i staden Shanwei i provinsen Guangdong, omkring 230 kilometer öster om provinshuvudstaden Guangzhou. Antalet invånare är 51 346. Befolkningen består av 24 499 kvinnor och 26 847 män. Barn under 15 år utgör 22,0 %, vuxna 15-64 år 69 %, och äldre över 65 år 8,0 %.